# Teatro lambe-lambe
O Teatro Lambe-Lambe, é um estilo teatral genuinamente brasileiro que utiliza das formas animadas para ocuparem um espaço cênico mínimo formado por um palco em miniatura confinado em uma caixa preta de dimensões reduzidas ou em um espaço de qualquer formato, desde que seja fechado. Nesse espaço são apresentadas peças teatrais de curtíssima duração através da manipulação de bonecos, objetos e/ou sombras para um espectador por vez, que para assistir a história, precisa espiar por uma pequena abertura neste espaço cênico.
Seu nome faz referência aos fotógrafos lambe-lambe que trabalhavam em praças e parques de várias cidades do Brasil no início do século XX. Originalmente, estes fotógrafos utilizavam máquinas, em forma de caixa, onde o processo de revelação consistia em lamber o negativo.
O Teatro Lambe Lambe é considerado uma "modalidade" dentro do gênero "Teatro de Formas Animadas" e possui este nome, pois sua forma de apresentação, se assemelha demais aos antigos fotógrafos lambe lambe que ocupavam as praças brasileiras nas décadas de 40, 50 e 60, com suas câmeras portáteis em formato de caixotes, ocupando os mais variados espaços sem dificuldades de transportar seus equipamentos

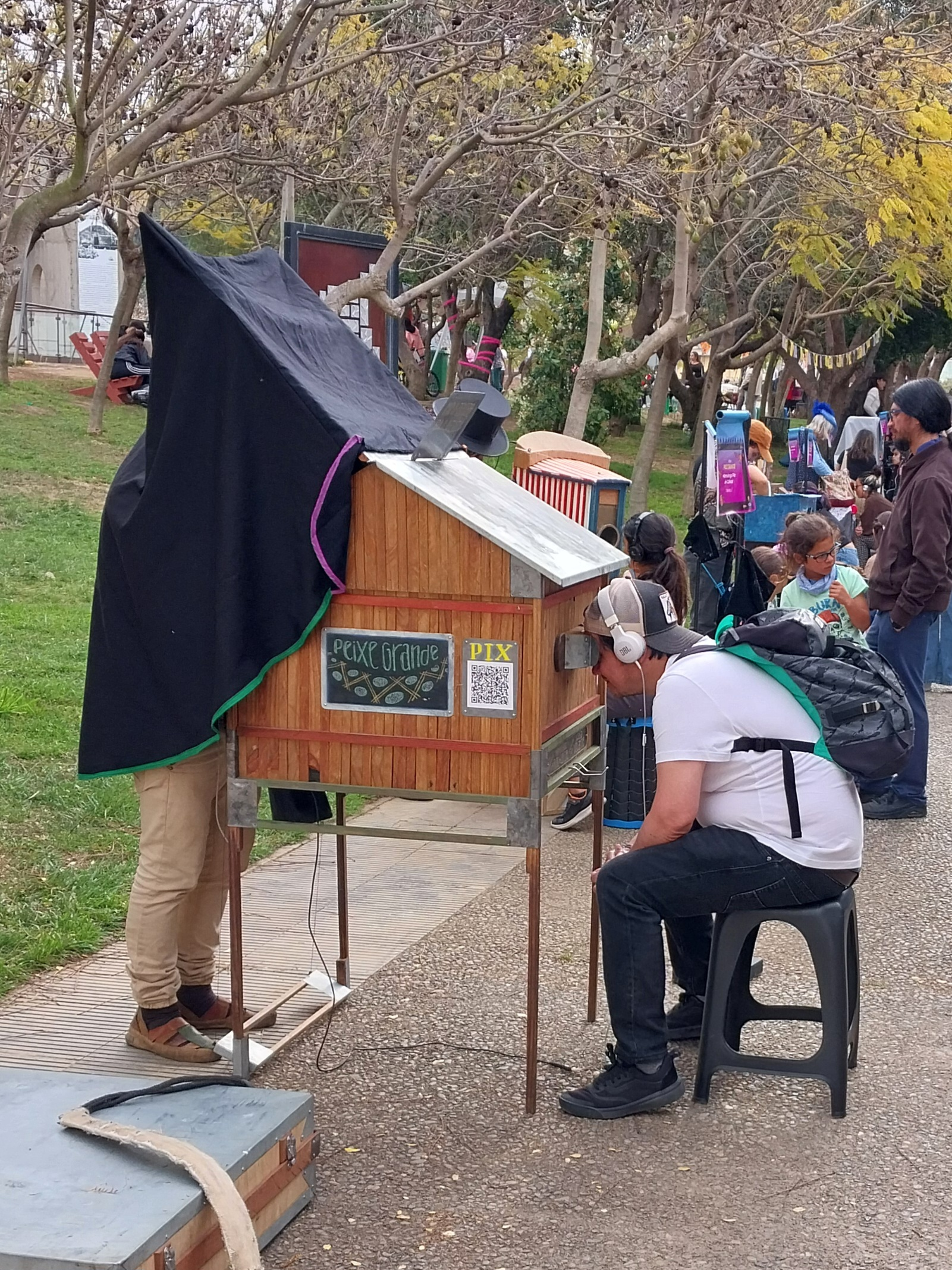
Teatro Lambe Lambe no antigo centro cultural da prisão de Valparaíso durante o oitavo Festival Lambe Lambe em Valparaíso

## Histórico
Desde a década de 1980, bonequeiros do país inteiro vem realizando trabalhos no sentido de redimensionar o papel do Teatro de Bonecos, revelando suas interfaces enquanto arte de fundo tradicional e popular, bem como sua expressividade contemporânea.   
O gênero foi criado em 1989 pelas bonequeiras nordestinas Denise de Santos e Ismine Lima, que encenaram o primeiro espetáculo "A dança do parto" dentro de uma antiga câmera de fotógrafo lambe-lambe e se apresentaram por diversos festivais. Vários artistas foram motivados por Denise e Ismine à construírem suas casas de espetáculos de Teatro Lambe-lambe, e assim, a linguagem se disseminou primeiro para o Sul do Brasil, depois para países da América do Sul e hoje está presente em países de diversos continentes.  
O Teatro de Lambe-Lambe é considerado uma modalidade de teatro de formas animadas e é foco em muitos festivais nacionais e internacionais.  